# Walraven Berthout van Berlaer

Familiewapen
Berthout van Berlaer

Walraven Berthout van Berlaer of Walraven van Berlaer heer van Helmond van 1346-1361 en van Keerbergen (1330 - Helmond, 1361) was de zoon van Lodewijk III Berthout van Berlaer en Johanna van Dinther. 
Hij trouwde omstreeks 1348 met Elisabeth van Utenhove de dochter van Johan van Ufenhove. Door zijn huwelijk met Elisabeth, de weduwe van Willem van Herlaer (-1348), kwam hij in het bezit van de heerlijkheid Herlaar te Herenthout, diens nalatenschap aan Elisabeth. Uit hun huwelijk werd geboren:
- Jan van Berlaer (1350-)

In 1361 werd hij als heer van Helmond opgevolgd door zijn zoon Jan III Berthout van Berlaer.
Na Walrevanes overlijden trouwde Elisabeth in augustus 1362 met Dirk van Batenburg. 
Wapen: Het oudste zegel van de schepen van Keerbergen dagtekent van 1308 en draagt een schild met drie palen met de tekst: "scabinorum de Kerberghe". Het was het wapen van de Heren van Berthout van Berlaer. De Raad van Adel heeft in 1955 vastgesteld dat de gemeente bewezen heeft dat haar schepenen het gevraagde wapen onder het ancien régime hebben gebruikt en dat aan het verzoek (om het wapen te gebruiken als gemeentewapen) waarvan sprake, een gunstig gevolg kan worden voorbehouden.